# Dumitru Daponte
Dumitru Daponte (n. 1894, Giurgiu, Vlașca, România – d. 1956, Brighton, Anglia, Regatul Unit) a fost un inginer și inventator român. Este cunoscut pentru cercetările sale în domeniul cinematografiei tridimensionale.

## Biografie
Dumitru Daponte a urmat studi în Italia și Anglia, unde, încă din anul 1916, și-a început cercetările experimentale pentru a-și putea prezenta principiile teoretice și aparatul special conceput pentru obținerea efectului stereoscopic. Va avea ocazia să facă acest lucru, în fața membrilor Societății Regale, la Liverpool, într-o conferință a Asociației Britanice pentru Progresul Științei și la Paris. Dumitru Daponte pornea de la premisa că, încă din faza de filmare, aparatul care înregistrează imaginea să semene cu fizionomia umană. Prin urmare, trebuia să aibă două obiective, asimilate celor doi ochi, imaginea în relief rezultând din proiectarea pe ecran a celor două imagini captate astfel. 

## Invenții, realizări
În anul 1923, Dumitru Daponte a brevetat invenția sa privind cinematografia în relief în Anglia, precum și în Franța. În 1924, va construi aparatul. Această invenție va stârni interesul numeroșilor specialiști și producători din cinematografie. Distanța dintre obiective era de circa 6 cm, cu posibilitatea de variație, pentru a respecta similitudinea cu ochiul uman. Distanța variabilă dintre obiective era parte a unui sistem optic complex de reglare a clarității imaginii filmate (cunoscută astăzi sub numele de focus sau scharf), astfel că, în funcție de distanța la care se afla obiectul ce trebuia filmat, imaginea sa să fie clară. Efectul tridimensional nu ar fi fost posibil prin simpla suprapunere a imaginilor filmate, dacă Daponte nu ar fi adăugat aparatului său elementul-cheie, o pereche de discuri pulsatoare atașate obiectivelor. Cu ajutorul acestor discuri pulsatoare era variată și armonizată lumina ce impresiona pelicula. Imaginile astfel imprimate pe două pelicule, corespunzătoare celor două obiective, se recompun într-un alt aparat, unde sunt suprapuse și imprimate pe o altă peliculă. Această imagine compusă putea fi proiectată din orice aparat de proiecție, fără ca spectatorii să aibă nevoie de ochelari speciali ca să perceapă imaginea 3D.
Dumitru Daponte s-a mai ocupat și de cinematograful color, obținând în 1931, brevete engleze. 